# L'amore è un attimo
"L'amore è un attimo" ("Amor é um instante") foi a canção selecionada para representar a Itália no Festival Eurovisão da Canção 1971, interpretada em italiano por Massimo Ranieri. Foi a 11ª canção a ser interpretada na noite do festival, a seguir à canção belga "Goiemorgen, morgen", interpretada pelo duo Jacques Raymond & Lily Castel e antes da canção sueca " Vita vidder", interpretada pela banda Family Four. A canção italiana terminou em quinto lugar, recebendo um total de 91 pontos.

## Versões
Ranieri gravou esta canção noutros idiomas:
- Goodbye my love (inglês)
- Pour un instant d'amour (francês)
- Die Liebe ist ein Traum (alemão)
- Perdón cariño mío (espanhol)

## Autores
- Letrista: Giancarlo Bigazzi e Gaetano Savio
- Compositor: Enrico Polito
- Orquestrador: Enrico Polito

## Letra
A canção é uma balada, na qual Ranieri tenta escrever uma carta a uma mulher com quem tinha terminado a relação. Ele repete "Tu disseste que havia de nascer aquele que visse a chorar" e diz-lhe que "a vida é uma tempestade mais forte que nós" nas suas tentativas de racionalizar o fim do relacionamento amoroso.